# Christa Klaß
Christa Klaß (ur. 7 listopada 1951 w Osann-Monzel) – niemiecka polityk, działaczka społeczna i samorządowa, deputowana do Parlamentu Europejskiego IV, V, VI i VII kadencji.

## Życiorys
W 1975 uzyskała patent mistrzowski winogrodnika. Zajęła się prowadzeniem własnej winnicy w Nadrenii-Palatynacie. Zaangażowana w działalność szeregu organizacji gospodarczych i społecznych, m.in. zasiadła w zarządzie regionalnej Krajowej Izby Rolniczej, została przewodniczącą organizacji kobiecych w Trewirze. Objęła też funkcję radnej powiatu Bernkastel-Wittlich.
Wstąpiła do Unii Chrześcijańsko-Demokratycznej. W 1994 z listy CDU uzyskała mandat deputowanej do Parlamentu Europejskiego. Od tego czasu skutecznie ubiegała się o reelekcję w kolejnych wyborach europejskich (1999, 2004 i 2009).